# Doktor Żywago (miniserial 2002)
Doktor Żywago (Doctor Zhivago) – miniserial składający się z dwóch odcinków, oparty na powieści laureata Nagrody Nobla – Borisa Pasternaka – zaadaptowanej przez scenarzystę Andrew Daviesa, a wyreżyserowany przez włoskiego twórcę Giacomo Campiotti.
Akcja filmu toczy się na przestrzeni 30 lat i opowiada o burzliwej historii Rosji w okresie przed i w trakcie I wojny światowej, obu rewolucji oraz wojny domowej, ukazanej przez pryzmat losów pojedynczego człowieka. Główny bohater, Jurij Żywago, który jest zarówno lekarzem, jak i poetą, musi wybrać między miłością do żony a uczuciem do Lary. Jego życie, rzucone pomiędzy polityczne zawieruchy, ulega całkowitej zmianie.

## Odcinki

### Odcinek I
Młody Jurij przeprowadza się do nowego domu wraz z wujkiem, ciocią (Aleksandrem i Anną Gromieko) i kuzynką Tonią na krótko po tym, jak jego ojciec popełnia samobójstwo z powodów biznesowych, głównie przez adwokata Wiktora Komarowskiego. Gdy dorasta, zostaje lekarzem i zakochuje się w Toni. Jednak los sprawi, że pewnego dnia Jurij ujrzy przez okno kawiarni Larę, piękną dziewczynę, która później odmieni jego życie. Matka Lary, Amalia, jest kochanką Wiktora. Niedługo potem Komarowski zmienia obiekt swego pożądania na córkę. Zazdrosna matka usiłuje popełnić samobójstwo, a z pomocą przychodzi Jurij i w domu chorej rozpoznaje obie znane mu już wcześniej twarze – Lary i Wiktora. Podczas świąt Bożego Narodzenia Jurij i Tonia zostają zaproszeni na prestiżowy bankiet, na którym Lara pojawia się z pistoletem w ręku, usiłując zastrzelić Komarowskiego. Podczas gdy Lara poślubia swojego kolegę, Paszę Antipowa, Jurij i Tonia również biorą ślub. Wybuch I wojny światowej zsyła obu – Paszę i Jurija do rosyjskiej armii. Los sprawia, że Jurij Żywago i Lara Antipowa spotykają się w tym samym obozie podczas wojny, gdzie on jest lekarzem, a ona pielęgniarką. Lara udała się na wojnę w poszukiwaniu swojego męża, który przepadł bez śladu. Wspólne zajęcia i czas, jaki sobie poświęcają młodzi, owocuje głęboką i silną miłością. Gdy nadciąga armia komunistów, Jurij musi wrócić do Toni i syna w Moskwie, a Lara do swojej córki w mieście Juratin na Uralu.

### Odcinek II
Jurij powraca do Moskwy, gdzie jego mieszkanie zostało zajęte przez komunistów. Ojciec Toni proponuje przenieść się do położonej na Uralu wsi Warykino, nieopodal Juratina. Podczas podróży Jurij spotyka Paszę, który jest teraz dowódcą w Armii Czerwonej i posługuje się nowym imieniem – Strielnikow. Nie jest on zainteresowany swoją żoną ani córką. Niedługo potem Jurij znów spotyka Larę i uczucie odżywa. Spotykają się potajemnie kilkakrotnie, jednak Jurij postanawia zerwać kontakty z Larą i powrócić do żony, która spodziewa się dziecka. Podczas drogi powrotnej do domu zostaje porwany jako pomoc medyczna przez partyzanckich żołnierzy. Do Toni podczas porodu przyjeżdża z pomocą Lara. Żona Jurija rozpoznaje w niej entuzjastycznie opisywaną w listach męża młodą pielęgniarkę z obozu wojskowego. Po kilku miesiącach Jurijowi udaje się wyrwać z partyzanckich rąk i przybywa niezwłocznie do Lary, która opatruje mu rany. Tonia, jej ojciec i dwójka dzieci opuszczają Warykino i powracają do Moskwy. Lara, jej córka i Jurij zostają sami i spędzają razem wspaniałe chwile. Po jakimś czasie zjawia się Komarowski i oferuje Larze, niegdyś swojej kochance, ucieczkę przed komunistami. Jurij namawia ją do wyjazdu, sam jednak pozostaje na miejscu i w konsekwencji kochankowie zostają rozdzieleni raz na zawsze. Wkrótce zjawia się Pasza, który popadł w niełaskę i teraz ukrywa się przed bolszewikami. Dochodzi do rozmowy, a niedługo później Pasza strzela sobie w głowę i umiera. Żywago powraca do Moskwy, gdzie nie znajduje ani Lary, ani swojej żony, Toni. Problemy zdrowotne sprawiają, że dni Jurija są policzone, zdąży jednak jeszcze dostrzec na ulicy chłopca, który wygląda dokładnie tak, jak on, kiedy był mały. W matce chłopca Jurij rozpoznaje swoją ukochaną. Chwilę później umiera.

## Kulisy serialu
Campiotti przyznał, że nie był w stanie zamieścić wszystkich wątków, które są zawarte w książce. Swoją postawę tłumaczył obszernością dzieła Borisa Pasternaka. Ponadto doskonale zdawał sobie sprawę, że film nie jest całkowitym odwzorowaniem książki. Ponieważ obecnie ludzie wiedzą na temat Rosji o wiele więcej niż podczas realizacji filmu w 1965 roku, Campiotti starał się wiarygodniej ukazać problemy i życie tamtejszej ludności.
Bohaterowie adaptacji Campiottiego są młodsi niż ich odpowiednicy z poprzedniej wersji filmu. Innymi kluczowymi elementami była decyzja reżysera, by użyć prawdziwych plenerów zamiast studia filmowego i odtworzyć sceny miłosne w bardziej kontrowersyjny, kategoryczny sposób. Campiotti bowiem uważał, że w dzisiejszym świecie seksualność jest wciąż tematem tabu. Starał się wiernie odzwierciedlić miłość jako silne i piękne uczucie, które jest ważniejsze niż wojna.
Pogoda
Problemem, z jakim musiała zmierzyć się ekipa filmu, była pogoda. Do realizacji pierwszych scen był potrzebny śnieg, a filmowanie w Rosji, Norwegii czy Finlandii było za drogie. Za rozwiązanie uważano Kanadę – idealne miejsce do zrealizowania potrzebnych fragmentów. Jednak stacja meteorologiczna zakomunikowała, że śnieg jest jedynie na dalekich krańcach kraju, gdzie jest zbyt zimno, aby rozłożyć niezbędny ekwipunek. Ekipa produkcyjna rozpoczęła swoją pracę w marcu i po wielokrotnych konsultacjach z meteorologami wytypowano Słowację jako kraj z największym prawdopodobieństwem wystąpienia opadów śniegu. Dwa dni przed rozpoczęciem kręcenia nastąpiła burza śnieżna. Krótko potem słońce świeciło tak intensywnie, że spowodowało natychmiastowe topnienie śniegu. W konsekwencji zdecydowano się na użycie sztucznego śniegu.

## Obsada
- Sam MacLintock jako młody Jurij
- Keira Knightley jako Lara Antipowa
- Bill Paterson jako Aleksander Gromieko
- Celia Imrie jako Anna Gromieko
- Sam Neill jako Wiktor Komarowski
- Daniella Byrne jako mała Tonia
- Hans Matheson jako Jurij Żywago
- Alexandra Maria Lara jako Tonia Gromieko Żywago
- Kris Marshall jako Pasza Antipow / Strielnikow

## Muzyka
Muzyka została wykonana przez Ludovico Einaudiego, włoskiego kompozytora.
1. „Zhivago” – 3:40
2. „Farewell To The Past” – 5:01
3. „Love Is A Mystery” – 3:02
4. „Kolechko” – 3:02
5. „The Earth” – 2:41
6. „Evil Days” – 2:31
7. „Talking To You” – 5:24
8. „Still So Early In The World” – 3:38
9. „The Journey” – 2:38
10. „Writing Poems” – 4:10
11. „Eyes Closed” – 2:53
12. „We Praise Thee” (Tebe Poyom) – 3:33
13. „White Night” – 3:13
14. „Fairytale” – 3:59
15. „The Ringlet” – 3:51
16. „Yuri's Lullaby” – 1:32